# Ivády Gábor
Ivády Gábor (Körmend, 1973. július 15. –) magyar politikus, író, Ivád korábbi polgármestere, a Lehet Más a Politika (LMP) alapító tagja. 2010 októberében kilépett a pártból és frakciójából, 2014-ig független országgyűlési képviselő volt.

## Pályafutása
Pápán nevelkedett, majd katonai főiskolára járt. Ezután a reklámszakmában helyezkedett el. 2001-ben költözött a Heves megyei Ivádra, ahonnan ősei származtak. 2002 óta a község polgármestere. Azóta marketing, majd művelődésszervező, illetve politológia szakon is diplomát szerzett. Humort és önkritikát sem nélkülöző írásai olvashatóak a blogján.
2004 és 2005 között egy évig a Fidesz választókerületi elnöke volt, majd lemondott erről a posztjáról és kilépett a pártból. A 2006-os önkormányzati választáson az MDF színeiben indult. Később a Lehet Más a Politika társadalmi kezdeményezés, majd párt egyik alapítója és választmányi tagja lett. A 2009-es EP-választáson az LMP-HP lista második helyét foglalta el. A 2010-es országgyűlési választásokon egyéni jelöltként a Heves megyei 2-es számú körzetben indult, illetve az LMP országos listáján az ötödik helyet foglalta el, ahonnan országgyűlési képviselői mandátumhoz jutott. Az Önkormányzati és területfejlesztési bizottság tagja.
A 2010-es önkormányzati választáson ismét indult Ivád polgármesteri székéért. Ivády a szavazatok 54,7%-ával legyőzte a fideszes indulót. Ő volt a Lehet Más a Politika egyetlen győztes polgármester-jelöltje a helyhatósági voksolás során.
2010. október 21-én kilépett az LMP-ből és a párt parlamenti frakciójából, e lépését egy nappal korábban jelentette be. Az LMP etikai tanácsa által hozott kizárás döntését az LMP Országos Politikai Tanácsa megrovásra enyhítette, ennek ellenére Ivády Gábor önként távozott az LMP frakciójából. Mandátumáról azonban nem mondott le, függetlenként folytatta munkáját az Országgyűlésben. A politikus számára vállalhatatlanná vált a párt retorikája, melyben véleménye szerint csak olyan ügyek jelentek meg, amely a fővárosi liberális választóknak fontosak. Ivády lemondását követő nyilatkozatában a párton belüli hatalmi viszonyokat is bírálta, mert szerinte a frakcióvezetésbe – a Borsod megyei Mile Lajost leszámítva – csak fővárosi képviselők kerülhettek be.
2009-ben megjelent első könyve Gyerekszem címmel.A mindennapi élet helyzetei, az óvodai élmények, a családi élet felhőtlen vagy éppen borongósabb hangulatai elevenednek meg a bájos, szerethető s költészeti szempontból talán leginkább a svéd gyermekversekkel rokonítható történetekben. A kötetben sokszor a gyerekek életét érintő problémák is megfogalmazódnak (kistestvér születése, a válás drámája, a veszekedések fájdalma), s a válaszok gyermeki nyelven ugyan, de a felnőtteknek is üzennek. A versek szerkezete egy gyermeki kérdésre és az arra adható felnőttesebb válaszra oszlik. A válaszok a gyerekeknek sok esetben más jelentéssel bírnak, mint a felnőtteknek. Ivády Gábor két kisgyermek édesapja. Gyermekei talányos, sokszor elgondolkodtató vagy éppen megmosolyogtató őszintesége, a kérdéseikben rejlő gyermeki okosság, valamint a világra való őszinte rácsodálkozás ihlette a kötetet. A számos gyerekkönyv-illusztrátor díjat elnyert Takács Mari fantáziadús képei a történeteket pedig végképp megízesítik.
2018-ban haiku verseket kezdett írni.